# Роулі (переписна місцевість, Массачусетс)
Роулі (англ. Rowley) — переписна місцевість (CDP) в США, в окрузі Ессекс штату Массачусетс. Населення — 1523 особи (2020).

## Географія
Роулі розташоване за координатами 42°43′4″ пн. ш. 70°52′3″ зх. д. / 42.71778° пн. ш. 70.86750° зх. д. (42.717691, -70.867370).  За даними Бюро перепису населення США в 2010 році переписна місцевість мала площу 4,51 км², з яких 4,44 км² — суходіл та 0,07 км² — водойми.

## Демографія
Згідно з переписом 2010 року, у переписній місцевості мешкало 1416 осіб у 586 домогосподарствах у складі 402 родин. Густота населення становила 314 осіб/км².  Було 607 помешкань (135/км²).
Расовий склад населення:
| - 97,8 % — білих - 0,6 % — азіатів - 0,4 % — чорних або афроамериканців - 0,2 % — вихідців з тихоокеанських островів |

До двох чи більше рас належало 0,8 %. Частка іспаномовних становила 1,3 % від усіх жителів.
За віковим діапазоном населення розподілялося таким чином: 21,2 % — особи молодші 18 років, 63,4 % — особи у віці 18—64 років, 15,4 % — особи у віці 65 років та старші. Медіана віку мешканця становила 46,3 року. На 100 осіб жіночої статі у переписній місцевості припадало 97,2 чоловіків;  на 100 жінок у віці від 18 років та старших — 97,5 чоловіків також старших 18 років.
Середній дохід на одне домашнє господарство  становив 87 524 долари США (медіана — 74 583), а середній дохід на одну сім'ю — 111 269 доларів (медіана — 85 756). Медіана доходів становила 61 406 доларів для чоловіків та 64 412 долари для жінок. За межею бідності перебувало 6,3 % осіб, у тому числі 0,0 % дітей у віці до 18 років та 9,2 % осіб у віці 65 років та старших.
Цивільне працевлаштоване населення становило 797 осіб. Основні галузі зайнятості: освіта, охорона здоров'я та соціальна допомога — 24,1 %, науковці, спеціалісти, менеджери — 11,5 %, виробництво — 11,0 %.